# Chuso
Jesús Rodríguez López (Oviedo, Asturias, España; 29 de abril de 1949 - Coaña, Asturias, España; 14 de noviembre de 2018), conocido como Chuso, fue un futbolista español que jugaba como centrocampista en los años 1970 en el Real Oviedo.

## Trayectoria deportiva
Perteneció a la cantera azul desde sus tiempos de juvenil. Hasta 1969 alternaba entre el primer equipo y el filial, el Vetusta, hasta incorporarse definitivamente en ese año a la primera plantilla oviedista. Su carrera futbolística estuvo marcada por una interminable serie de lesiones.
Debutó con el primer equipo cuando contaba 19 años, el 27 de abril de 1969, en el partido de la Segunda División que enfrentaba al Real Oviedo contra el RCD Mallorca en el Estadio Lluís Sitjar y que terminó con derrota azul por 4 a 0. Su debut en la máxima categoría del fútbol español se produjo en el Estadio Luis Casanova de Valencia el 22 de octubre de 1972, en el encuentro de la séptima jornada de la Primera División de España 1972-73, que terminó en tablas, con empate a dos goles.
Futbolísticamente, jugaba de medio de cierre llegando a ser internacional olímpico en una ocasión en el encuentro disputado el 10 de noviembre de 1971 en el estadio de El Molinón de Gijón frente a la selección olímpica de Polonia, que terminó con triunfo visitante por 0 a 2.

## Estadísticas
| Real Oviedo · España               | 2.ª        | 1968/69    | 7  | 0 | 0 | 0 | 0 | 0 | 7   | 0 |
| Real Oviedo · España               | 2.ª        | 1969/70    | 12 | 0 | 2 | 0 | 0 | 0 | 14  | 0 |
| Real Oviedo · España               | 2.ª        | 1970/71    | 13 | 0 | 0 | 0 | 0 | 0 | 13  | 0 |
| Real Oviedo · España               | 2.ª        | 1971/72    | 25 | 0 | 2 | 0 | 0 | 0 | 27  | 0 |
| Real Oviedo · España               | 1.ª        | 1972/73    | 16 | 0 | 2 | 0 | 0 | 0 | 18  | 0 |
| Real Oviedo · España               | 1.ª        | 1973/74    | 18 | 0 | 1 | 0 | 0 | 0 | 15  | 0 |
| Real Oviedo · España               | 2.ª        | 1974/75    | 3  | 0 | 2 | 0 | 0 | 0 | 5   | 0 |
| Real Oviedo · España               | 1.ª        | 1975/76    | 0  | 0 | 0 | 0 | 0 | 0 | 0   | 0 |
| Real Oviedo · España               | Total club | Total club | 94 | 0 | 9 | 0 | 0 | 0 | 103 | 0 |
| Total                              | Total      | Total      | 94 | 0 | 9 | 0 | 0 | 0 | 103 | 0 |
| (1) Incluye datos de Copa del Rey. |            |            |    |   |   |   |   |   |     |   |